# Список номинантов на премию «Большая книга» 2008 года
Список номинантов на премию «Большая книга», попавших в длинный список (лонг-лист) премии «Большая книга» в третьем сезоне 2007—2008 года. Всего на премию было номинировано 371 произведение (книг и рукописей). Совет экспертов выбрал 45 произведений. Длинный список был опубликован 23 апреля 2008 года. Список финалистов (шорт-лист) из 10 произведений был опубликован 28 мая 2008 года. Победители были объявлены 25 ноября 2008 года.
Список представлен в следующем виде — Победители, Список финалистов (кроме Победителей), Длинный список (кроме Победителей и Списка финалистов). Для каждого номинанта указано название произведения, а для рукописей — их авторы.

## Победители
1. Владимир Маканин — роман «Асан» — Первое место
2. Людмила Сараскина — биография «Александр Солженицын» — Второе место, Приз читательских симпатий (третье место)
3. Рустам Рахматуллин — книга эссе «Две Москвы, или Метафизика столицы» — Третье место, Приз читательских симпатий (первое место)
4. Александр Солженицын (посмертно) — Специальный приз «За честь и достоинство»

## Список финалистов
1. Павел Басинский — «Русский роман, или Жизнь и приключения Джона Половинкина»
2. Илья Бояшов — «Танкист, или „Белый тигр“»
3. Александр Иличевский — «Пение известняка»
4. Руслан Киреев — «50 лет в раю»
5. Владимир Костин — «Годовые кольца» (сборник повестей и рассказов) — Приз читательских симпатий (второе место)
6. Маргарита Хемлин — «Живая очередь»
7. Владимир Шаров — «Будьте как дети»

## Длинный список
1. Ольга Арефьева — «Смерть и приключения Ефросиньи Прекрасной»
2. Александр Архангельский — «1962. Послание к Тимофею»
3. Владимир Бараев — «Гонец Чингисхана»
4. Антон Борисов — «Кандидат на выбраковку»
5. Оксана Бутузова — «Дом»
6. Владимир Войнович — «Жизнь и необычайные приключения солдата Ивана Чонкина. Книга третья. Перемещенное лицо»
7. Юрий Вяземский — «Сладкие весенние баккуроты»
8. Дмитрий Глуховский — «Сумерки»
9. Михаил Голубков — «Миусская площадь»
10. Евгений Гришковец — «Асфальт»
11. Денис Гуцко — «Покемонов день»
12. Владимир Данихнов — «Чужое»
13. Андрей Дмитриев — «Бухта Радости»
14. Мария Елифёрова — «Смерть автора»
15. Олег Зоберн — «Тихий Иерихон»
16. Андрей Ильенков — «Несгибаемая рота, или Сны полка»
17. Григорий Канович — «Очарованье сатаны»
18. Юрий Красавин — «Письмена»
19. Владимир Маканин — «Испуг»
20. Марина Москвина — «Роман с Луной»
21. Борис Минаев — «Психолог, или Ошибка доктора Левина»
22. Валерий Попов — «Горящий рукав»
23. Захар Прилепин — «Грех»
24. Андрей Рубанов — «Жизнь удалась»
25. Наталья Сорбатская — «Литературная рабыня: будни и праздники»
26. Андрей Столяров — «Маленькая луна»
27. Леонид Тишков — «Как стать гениальным художником, не имея ни капли таланта»
28. Андрей Тургенев — «Спать и верить. Блокадный роман»
29. Александр Хургин — «Целующиеся с куклой»
30. Виталий Шенталинский — «Преступление без наказания»
31. Татьяна Щеглова — «Без нот»
32. Рукопись — Евгений Даниленко — «Море Неизбежности»
33. Рукопись — Анатолий Королёв — «STOP, коса!»
34. Рукопись — Дмитрий Быков — «Списанные»
35. Рукопись — Анатолий Найман — «Литература и бессонница»